# Chalmazel-Jeansagnière
Chalmazel-Jeansagnière est une commune nouvelle située dans le département de la Loire, en région Auvergne-Rhône-Alpes, et faisant partie de Loire Forez Agglomération, créée le 1er janvier 2016.

## Géographie
| La Chambonie, La Chamba    | Saint-Jean-la-Vêtre, La Côte-en-Couzan, La Valla-sur-Rochefort | Saint-Just-en-Bas       |
| Le Brugeron                | Chalmazel-Jeansagnière                                         | Saint-Georges-en-Couzan |
| Saint-Pierre-la-Bourlhonne | Job                                                            | Sauvain                 |

### Climat
Pour des articles plus généraux, voir Climat d'Auvergne-Rhône-Alpes et Climat de la Loire.
En 2010, le climat de la commune est de type climat des marges montargnardes, selon une étude du Centre national de la recherche scientifique s'appuyant sur une série de données couvrant la période 1971-2000. En 2020, Météo-France publie une typologie des climats de la France métropolitaine dans laquelle la commune est exposée à un climat de montagne ou de marges de montagne et est dans la région climatique  Nord-est du Massif Central, caractérisée par une pluviométrie annuelle de 800 à 1 200 mm, bien répartie dans l’année. 
Pour la période 1971-2000, la température annuelle moyenne est de 8,6 °C, avec une amplitude thermique annuelle de 15,6 °C. Le cumul annuel moyen de précipitations est de 1 062 mm, avec 11,6 jours de précipitations en janvier et 8 jours en juillet. Pour la période 1991-2020, la température moyenne annuelle observée sur la station météorologique installée sur la commune est de 8,2 °C et le cumul annuel moyen de précipitations est de 1 100,4 mm,. Pour l'avenir, les paramètres climatiques de la commune estimés pour 2050 selon différents scénarios d'émission de gaz à effet de serre sont consultables sur un site dédié publié par Météo-France en novembre 2022.
| Mois                                  | jan.           | fév.           | mars          | avril          | mai           | juin          | jui.          | août          | sep.          | oct.          | nov.           | déc.           | année     |
| ------------------------------------- | -------------- | -------------- | ------------- | -------------- | ------------- | ------------- | ------------- | ------------- | ------------- | ------------- | -------------- | -------------- | --------- |
| Température minimale moyenne (°C)     | −2,9           | −3,3           | −0,8          | 2,1            | 5,2           | 9             | 10,4          | 10,1          | 7,1           | 4,7           | 0,7            | −2,1           | 3,4       |
| Température moyenne (°C)              | 0,9            | 0,7            | 3,8           | 7,1            | 10,3          | 14,6          | 16,3          | 15,9          | 12,5          | 9,4           | 4,6            | 1,8            | 8,2       |
| Température maximale moyenne (°C)     | 4,7            | 4,7            | 8,4           | 12,1           | 15,3          | 20,2          | 22,1          | 21,7          | 17,9          | 14,1          | 8,5            | 5,6            | 12,9      |
| Record de froid (°C) date du record   | −17,1 19.01.17 | −20,7 05.02.12 | −22 01.03.05  | −10,8 08.04.03 | −3,6 07.05.19 | −0,3 10.06.05 | 2,1 03.07.11  | 1,3 26.08.18  | −2,1 25.09.18 | −8,6 25.10.03 | −14,6 28.11.13 | −16,5 30.12.05 | −22 2005  |
| Record de chaleur (°C) date du record | 20,8 01.01.22  | 20,7 26.02.19  | 22,2 17.03.04 | 23,7 30.04.05  | 28,7 22.05.22 | 33,7 27.06.19 | 34,3 07.07.15 | 35,1 24.08.23 | 30,5 05.09.23 | 27,7 02.10.23 | 23,8 08.11.15  | 18,9 31.12.21  | 35,1 2023 |
| Précipitations (mm)                   | 86,8           | 65,2           | 81,1          | 82,4           | 102,7         | 85,7          | 98,8          | 117           | 69,6          | 96            | 110,6          | 104,5          | 1 100,4   |

## Urbanisme

### Typologie
Au 1er janvier 2024, Chalmazel-Jeansagnière est catégorisée commune rurale à habitat très dispersé, selon la nouvelle grille communale de densité à sept niveaux définie par l'Insee en 2022.
Elle est située hors unité urbaine et hors attraction des villes,.

## Toponymie
Son nom est aussi Vers-Charmasél-Genceniéres (prononcé [ve.ʃe.mə.ˈze ʒã.sə.ˈnɛːr],,,) en forézien, dialecte du francoprovençal.

## Histoire
Créée par un arrêté préfectoral du 22 octobre 2015, elle est issue du regroupement des deux communes de Chalmazel et de Jeansagnière qui sont devenues des communes déléguées. Son chef-lieu est fixé à Chalmazel.
| Nom               | Code Insee | Intercommunalité               | Superficie (km2) | Population (dernière pop. légale) | Densité (hab./km2) |
| ----------------- | ---------- | ------------------------------ | ---------------- | --------------------------------- | ------------------ |
| Chalmazel (siège) | 42039      | CA Loire Forez                 | 39,38            | 383 (2013)                        | 9,7                |
| Jeansagnière      | 42114      | CC des Montagnes du Haut Forez | 14,01            | 81 (2013)                         | 5,8                |

Après l'intégration de Jeansagnière en 2015, la commune nouvelle adhère au parc naturel régional Livradois-Forez en 2017.

## Politique et administration

### Administration municipale
| Période      | Période                   | Identité                                           | Étiquette | Qualité     |
| ------------ | ------------------------- | -------------------------------------------------- | --------- | ----------- |
| janvier 2016 | En cours (au 24 mai 2020) | Valéry Gouttefarde, Réélu pour le mandat 2020-2026 | DVD       | Agriculteur |

Jusqu'aux élections municipales de 2020, le conseil municipal de la commune nouvelle est constitué de l'ensemble des conseillers municipaux des anciennes communes. Les maires des communes historiques sont devenus maires délégués de chacune des anciennes communes.

### Intercommunalité
Les communes de Chalmazel et Jeansagnière étant membres d'intercommunalités différentes, Chalmazel-Jeansagnière devait faire le choix de son intercommunalité de rattachement. C'est la communauté d'agglomération de Loire Forez qui a été choisie. L'année suivante, avec la fusion de 4 EPCI, elle intègre Loire Forez Agglomération.

## Culture
La fête médiévale biennale a lieu au bourg de Chalmazel les années paires depuis 1998, durant un weekend de fin juillet. Les années paires, une fête médiévale a lieu à Montrond-les-Bains, dans la plaine du Forez.

## Économie

### La station de ski

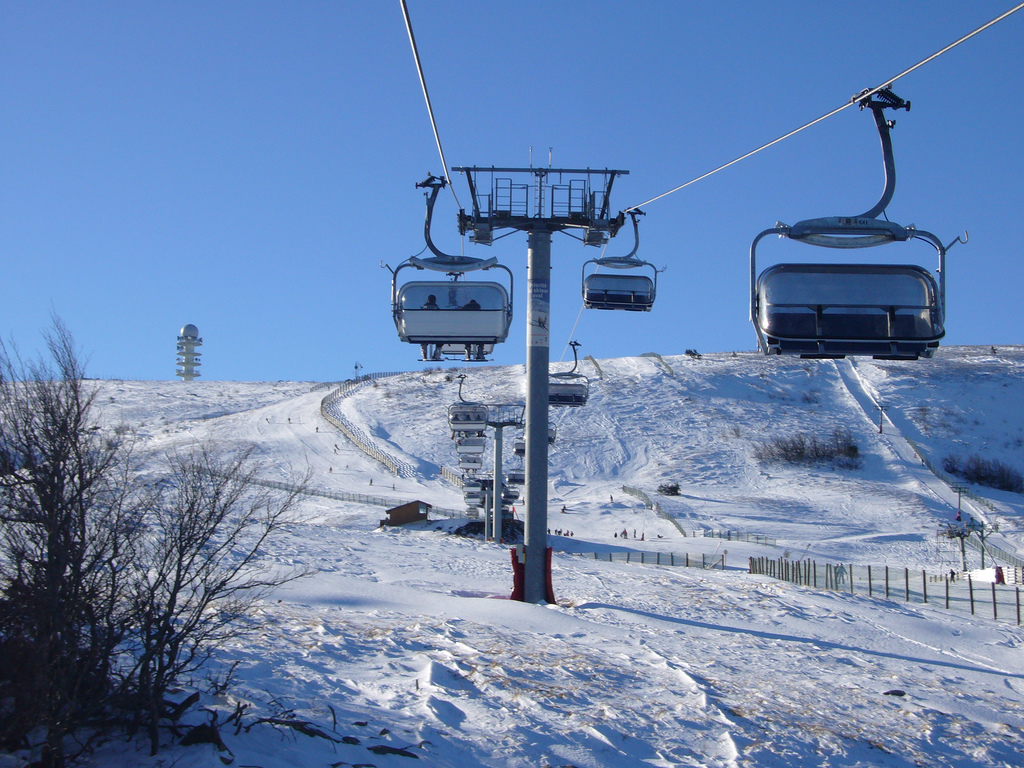
Ski à Chalmazel-Jeansagnière

La station de ski de Chalmazel est située à 1 109 mètres d'altitude, au lieu-dit les Bois, sur le territoire communal de Chalmazel-Jeansagnière. La station est reliée au bourg de Chalmazel par les 6 kilomètres de la route départementale no 63 et desservie par la ligne L31 des Cars Région Loire.
La première remontée de la station est construite en 1953, puis, dès les années 1960, la station se développe sous l'impulsion d'Éloi Marcoux, président du Ski-club local, et d'Henri Essertel, secrétaire général de la commune de Montbrison et de la Régie de Chalmazel. Les soutiens du Conseil général de la Loire et de son président, Antoine Pinay permettront la construction de la télécabine en 1967.
Le domaine skiable s'étend de 1 109 à 1 600 mètres, directement sur les pentes de Pierre-sur-Haute (1 634 mètres), point culminant des monts du Forez. Il alterne entre forêts et landes d'altitudes sauvages (les hautes Chaumes) et possède 12 kilomètres de pistes de ski alpin desservies par 1 télésiège débrayable à bulles et 7 téléskis et équipées de 90 enneigeurs. Le domaine dispose par ailleurs, lorsque les conditions le permettent, d'un petit snowpark et les environs permettent la pratique du ski de fond (domaine nordique du haut Forez au col de la Loge) et du snowkite (col du Béal). La station propose aussi des activités estivales, en particulier plusieurs parcours de VTT et des balades pédestres via le télésiège des Jasseries).
La station accueille principalement une clientèle journalière issue de la plaine du Forez et des bassins d'agglomération roannais et stéphanois situés à moins de 80 kilomètres, mais également, dans une moindre mesure, clermontois et lyonnais.